# Pax-Gebäude
Das Pax-Gebäude in Basel ist Hauptsitz der namensgebenden Pax, Schweizerische Lebensversicherungs-Gesellschaft. Das achtgeschossige, markante Hochhaus ist mit seinen 40,8 Metern Höhe das höchste am verkehrsreichen Aeschenplatz und gilt dort als bekannte Landmarke. Es wurde in den Jahren 1992 bis 1997 in zwei Bauphasen errichtet und ersetzte seinen Vorgängerbau, der teilweise optisch aufgegriffen wird. Die Gestaltung des Bürohochhauses geht auf das Basler Architektenbüro Bürgin, Nissen, Wentzlaff zurück.

## Geschichte

### Vorgängerbauten

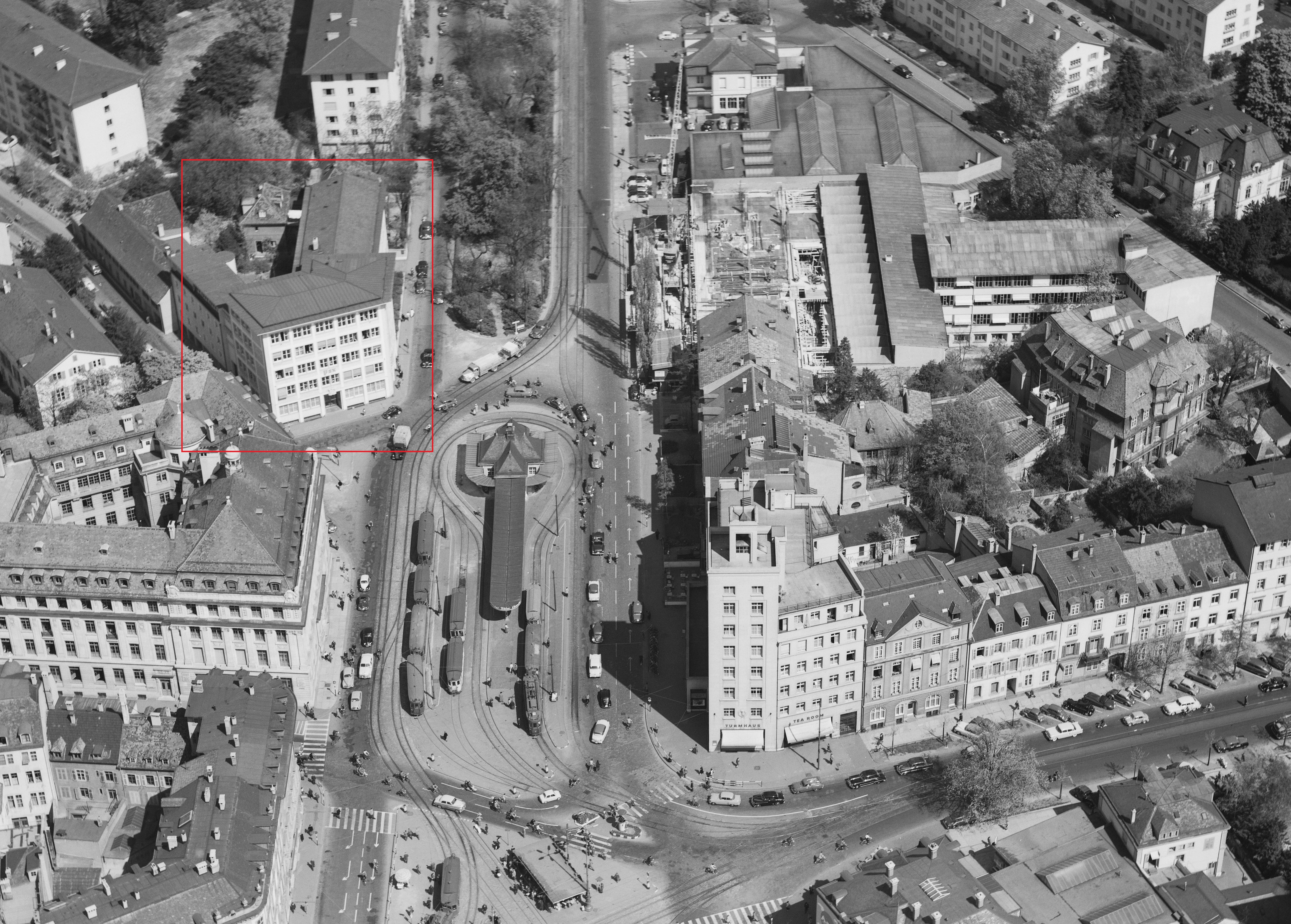
Luftbild des Vorgängerbaus (1955), Bildmitte: Turmhaus

Am 1. August 1926 erwarb die Pax Versicherungs-Gesellschaft, damals noch als Schweizerischer Lebens-Versicherungs-Verein (SLVV), die Simon'sche Villa St. Alban-Anlage 13 am Aeschenplatz und verlegte hierher ihren Hauptsitz von einem Gebäude, das an der Adresse St. Johanns-Vorstadt 23 stand.
1950 wurde ein von den Architekten Bräuning, Leu und Düring geplanter viergeschossiger Kopfbau zum Aeschenplatz erstellt, der dem gestiegenen Platzbedarf Rechnung trug. Bereits 1947 wurde zur St. Alban-Anlage ein neuer Flügel erstellt. In einer weiteren Aufstockung wurde das Hochhaus 1970 auf acht Stockwerke erweitert und stand 1971 zum Bezug fertig.

### Das heutige Haus
Im Herbst 1987 wurde dem Verwaltungsrat die Pläne zu einem weiteren Um- und Neubau des Hauptsitzes präsentiert. Grundlage für das Vorhaben waren neben den engen Platzverhältnissen auch eine schlechte Wirtschaftlichkeit der bestehenden Bauten, ein veraltetes Kommunikationsnetz und baurechtliche Voraussetzungen den Baumschutz betreffend. Im Rahmen eines Architektenwettbewerbs wurden sechs Basler Büros eingeladen, ihre Entwürfe zum geplanten Bauvorhaben einzubringen. Der Umbau sollte unter Aufrechterhaltung der Betriebstätigkeit erfolgen. Sieger des Wettbewerbs wurde am 16. Februar 1989 der Vorschlag des Architekturbüros Bürgin, Nissen, Wentzlaff, der im Januar 1990 vom Verwaltungsrat verabschiedet wurde. Nachdem am 27. Juni 1991 die Baueingabe erfolgte, wurde am 12. Februar 1992 dem Bauprojekt die Bewilligung erteilt.
Am 4. Mai 1992 begann der erste Teil der Bauarbeiten mit dem Abbruch der nicht mehr benötigten Gebäudeteile, so dass am 1. Juni 1992 mit den Arbeiten zum Rohbau begonnen werden konnte. Dieser war am 29. August 1994 bezugsfertig. Am 10. Oktober desselben Jahres begann die zweite Bauphase und der Abbruch weiterer Gebäudeteile. Nachdem am 3. April 1995 dieser Rohbau errichtet wurde, konnte am 26. Mai 1997 das Gebäude komplett bezogen werden. Die vergleichsweise lange Bauzeit ist auf die schwierigen Umstände der Aufrechterhaltung des Betriebs und der damit verbundene etappenweise Neubau sowie die engen Platzverhältnisse auf dem Aeschenplatz zurückzuführen.

## Beschreibung

### Lage
Das Pax-Gebäude steht auf einem dreieckigen, 2762 Quadratmeter grossen Grundstück, welches nach Süden durch die St. Alban-Anlage, nach Norden durch die Malzgasse begrenzt wird. St Alban-Anlage und Malzgasse laufen im spitzen Winkel auf den östlichen Aeschenplatz zu. Dementsprechend besteht das Pax-Gebäude aus zwei Gebäudetrakten, welche parallel zu diesen Strassen verlaufen. Zur Ostseite bildet sich ein offener Innenhof, der einen reichhaltigen Baumbestand aufweist. Die St. Alban-Anlage und die Malzgasse sind auf der Rückseite des Bauwerks über einen öffentlichen Fussweg, am begrünten Innenhof vorbei, miteinander verbunden.
Vis-à-vis vom Pax-Gebäude steht das 1929 am Aeschenplatz fertiggestellte, markante Turmhaus.

### Architektur

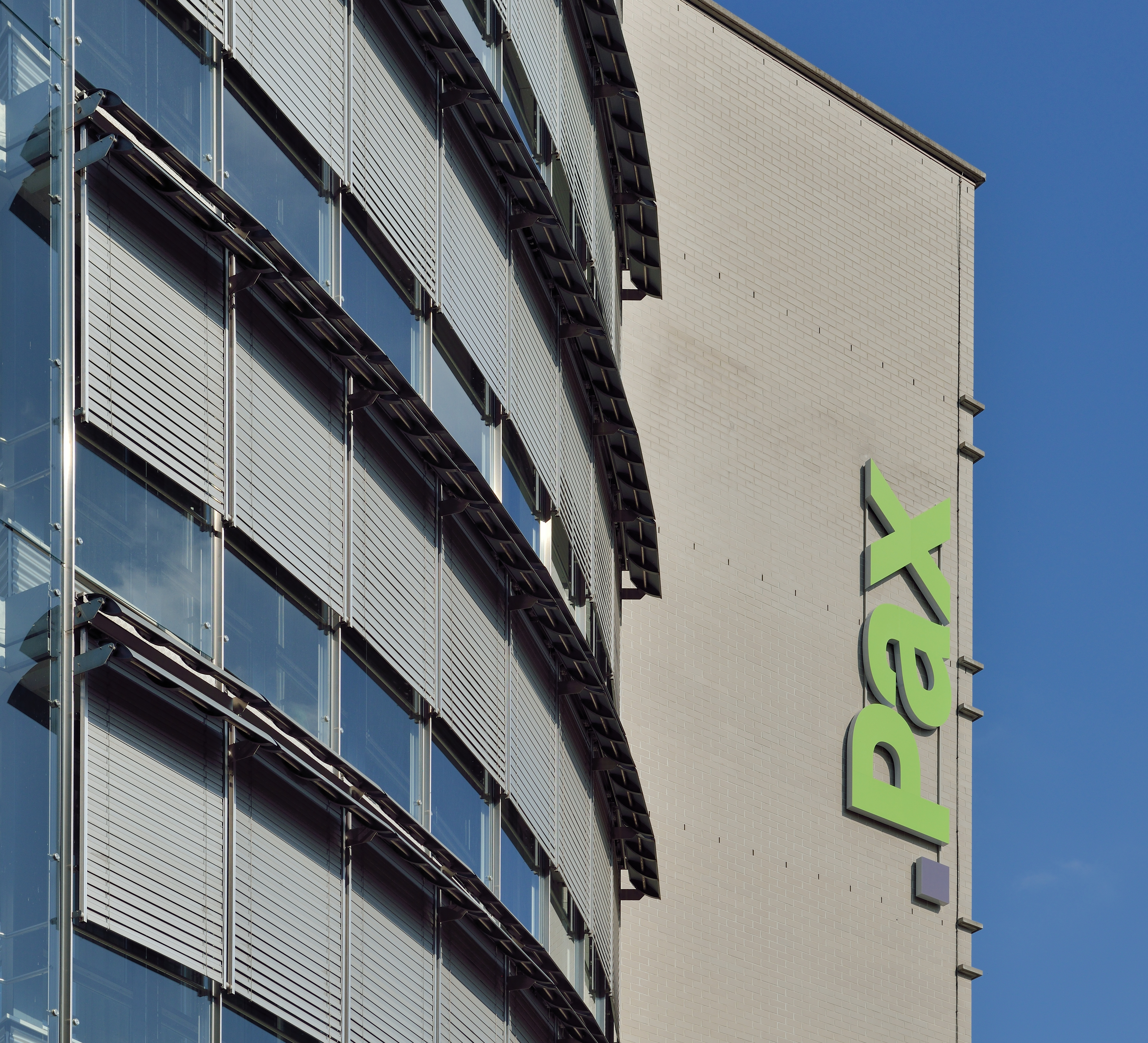
Fassadendetail mit dem Glas- und Klinkerteil

Die hierarchisch klaren Längstbauten des Pax-Gebäudes werden zum Aeschenplatz hin durch einen dominierenden, zum Aeschenplatz hin geschwungenen Glasbau verbunden. Dieser steht im unmittelbaren Kontrast zu den beiden hellgrauen Klinker-Trakten. Bei dem zweischichtig verglasten Neubau wurde bewusst darauf verzichtet, dem Knick der Malzgasse zu folgen. Die Zwischenräume zwischen beiden Glasschichten sind durch schmale, von aussen kaum wahrnehmbare Wartungsstege durchzogen. Die inneren Zonen der beiden Flügel werden zur Höhe hin hinter den muralen Baukörpern gestaffelt. Am Kopf des Pax-Gebäudes ist ein durch den Glasbau-Trakt überdachter, breiter Fussgängerraum entstanden. Der auskragende Teil ist mit vier dünnen Säulen mit dem Platz verbunden. Die Front des Pax-Gebäudes ist zur St. Alban-Anlage rund 61 Meter lang, zur Malzgasse rund 67 Meter lang. Die Gesamthöhe des Bauwerks beträgt 40,8 Meter an der Oberkante des rückversetzten Versorgungsgeschosses. Die wahrnehmbare Dachkante zu den Strassenseiten beträgt 35,3 Meter. Die drei Kellergeschosse ragen bis 14,9 Meter in die Tiefe. Das Flachdach des Gebäudes in Richtung St. Alban-Anlage ist mit Kunststofffolie ausgelegt und beherbergt einen Wartungskorb für Reinigungs- und Reparaturarbeiten an der Hausfassade, das in Richtung der Malzgasse ist begrünt.

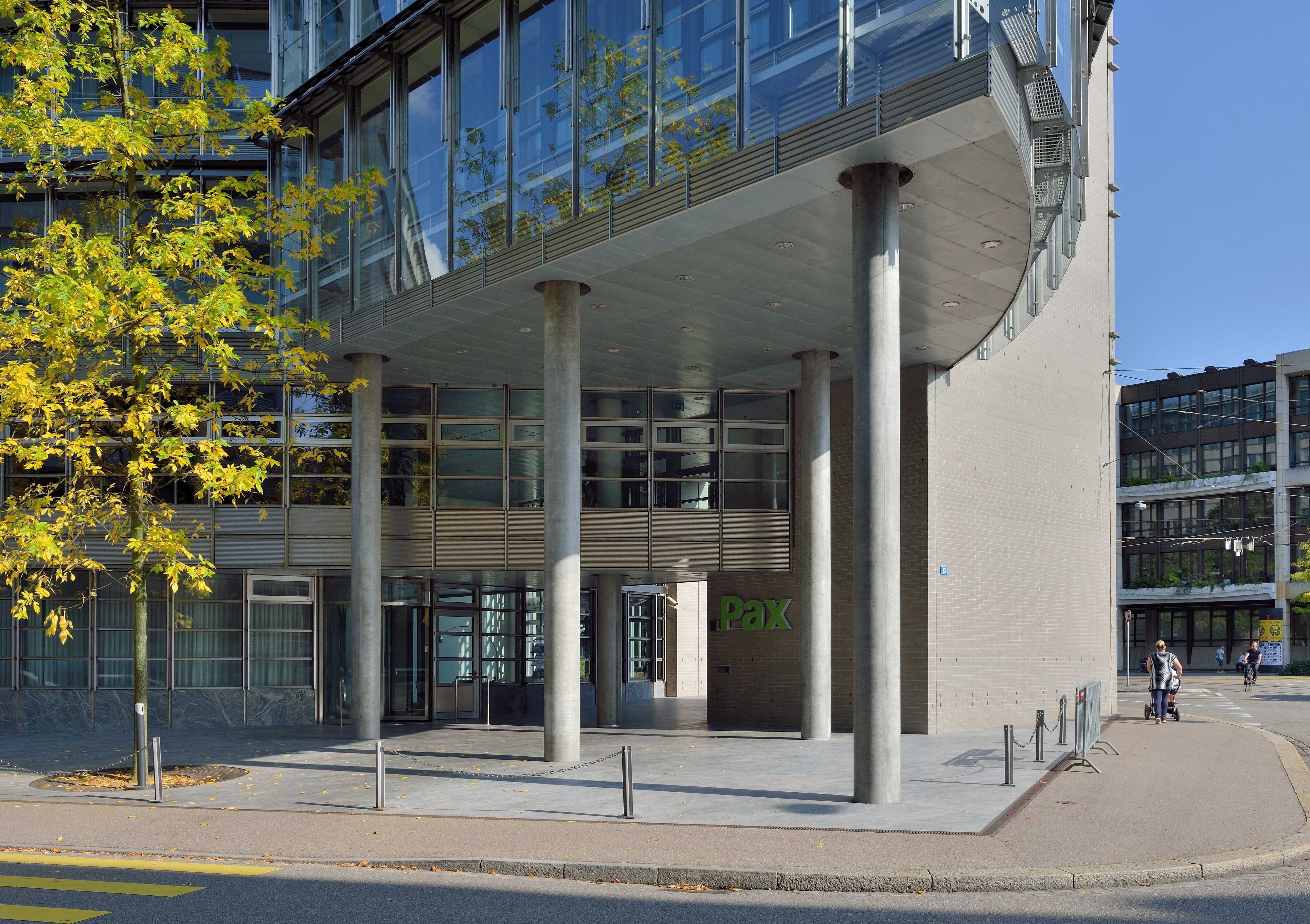
Haupteingang

Im südlichen Trakt an der St. Alban-Anlage befindet sich an der Westseite das Treppenhaus, welches über den herauskragenden Glasteil mit dem nördlichen Trakt verbunden ist. An der Westfassade des Südtraktes zeigt das Pax-Logo in Richtung des Aeschenplatzes. Zwei Personen- und ein Lastenaufzug verbinden im Hauptkern den mit Granit ausgekleideten Eingangsbereich im Erdgeschoss des Glastraktes mit acht oberirdischen und drei unterirdischen Geschossen des Hauses. Kleinere Treppen- und Liftkerne befinden sich jeweils an den Enden in nordöstlicher Richtung, in den beiden Klinkertrakten. Am Schnittpunkt der Flügel sind offene Pausenzonen eingerichtet. In den beiden Büroflügeln sind die Büros zu den Strassen hin orientiert. Zum Kern hin sind sie weitgehend mit fensterlosen Nebenräumen belegt. Im inneren Winkel liegen zum Garten gerichtete Sonderräume wie Gruppenbüros und Sitzungszimmer, die meist technisch intensiver ausgerüstet sind.

### Aufteilung, Nutzung und Haustechnik

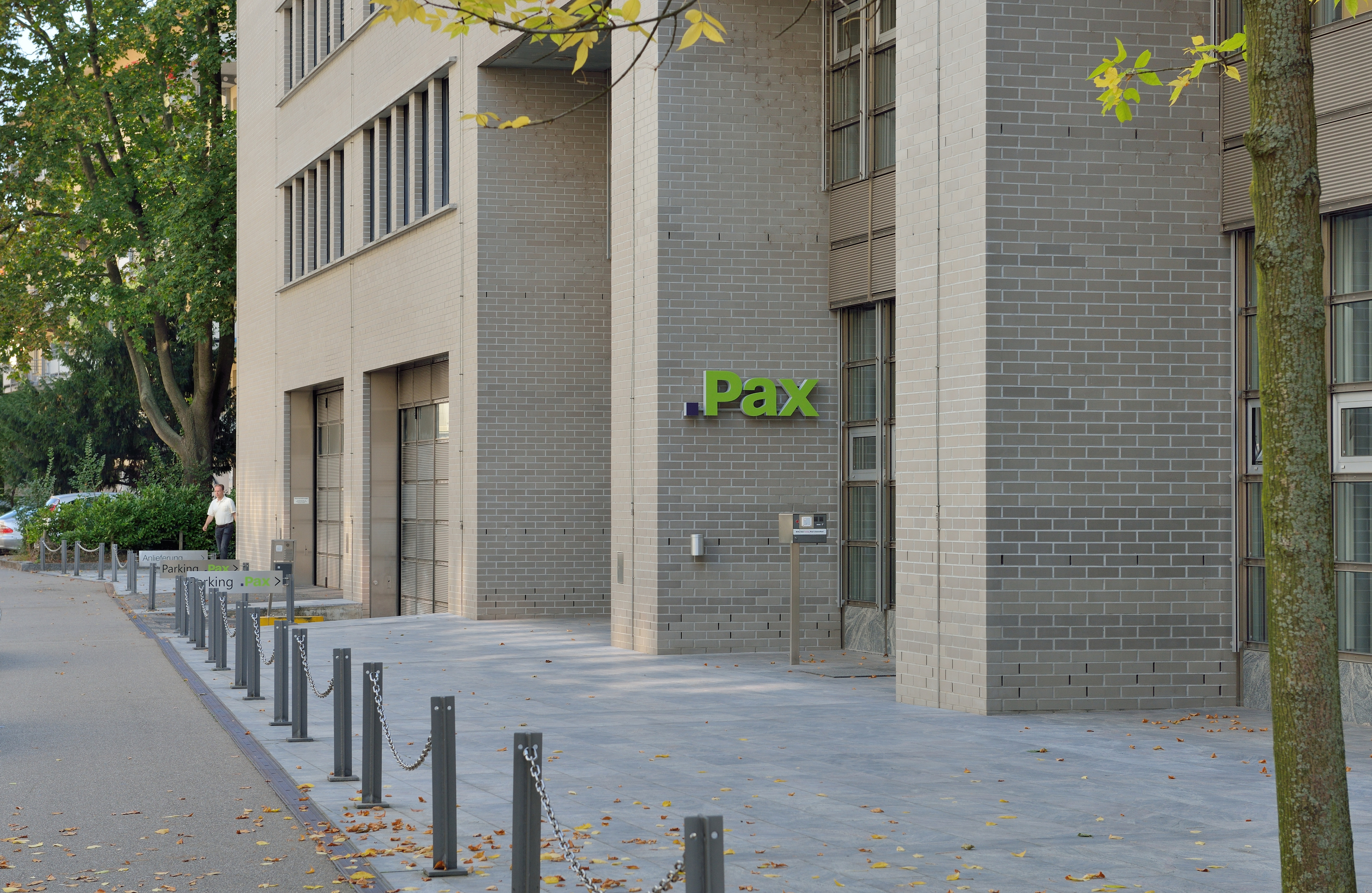
Seiteneingang und Zufahrten zur Tiefgarage und Laderampe in der Malzgasse

Neben dem Haupteingang mit Drehtüre zum Aeschenplatz gibt es einen Seiteneingang an der Malzgasse. Weiterhin befinden sich daneben die Tiefgarageneinfahrt und eine Ladebucht für den Anlieferverkehr. Die Eingangshalle ist schlicht gehalten. Links von der Drehtür befindet sich eine gekurvte Theke, wo der Empfang untergebracht ist. Auf der rechten Seite sind einige Sitzgelegenheiten für Wartende. In der Halle befinden sich auch eher diskret gehaltene Kunst am Bau, die mit der Historie des Platzes korrespondiert.
Die Tiefgarage bietet insgesamt 58 Abstellplätze für PKW, 80 für Fahrräder und Mofas und 15 für Motorräder. Einige der Parkplätze sind Doppelparker-Plätze. Das Parkhaus ist auch mit Ladestationen für E-Bikes und Elektrofahrzeuge ausgerüstet. Neben der Tiefgarage dienen die Untergeschosse für Lager- und Archivräume. Neben den vorgeschriebenen Luftschutzkellern gibt es Dusch- und Umkleideräume für die Mitarbeiter.

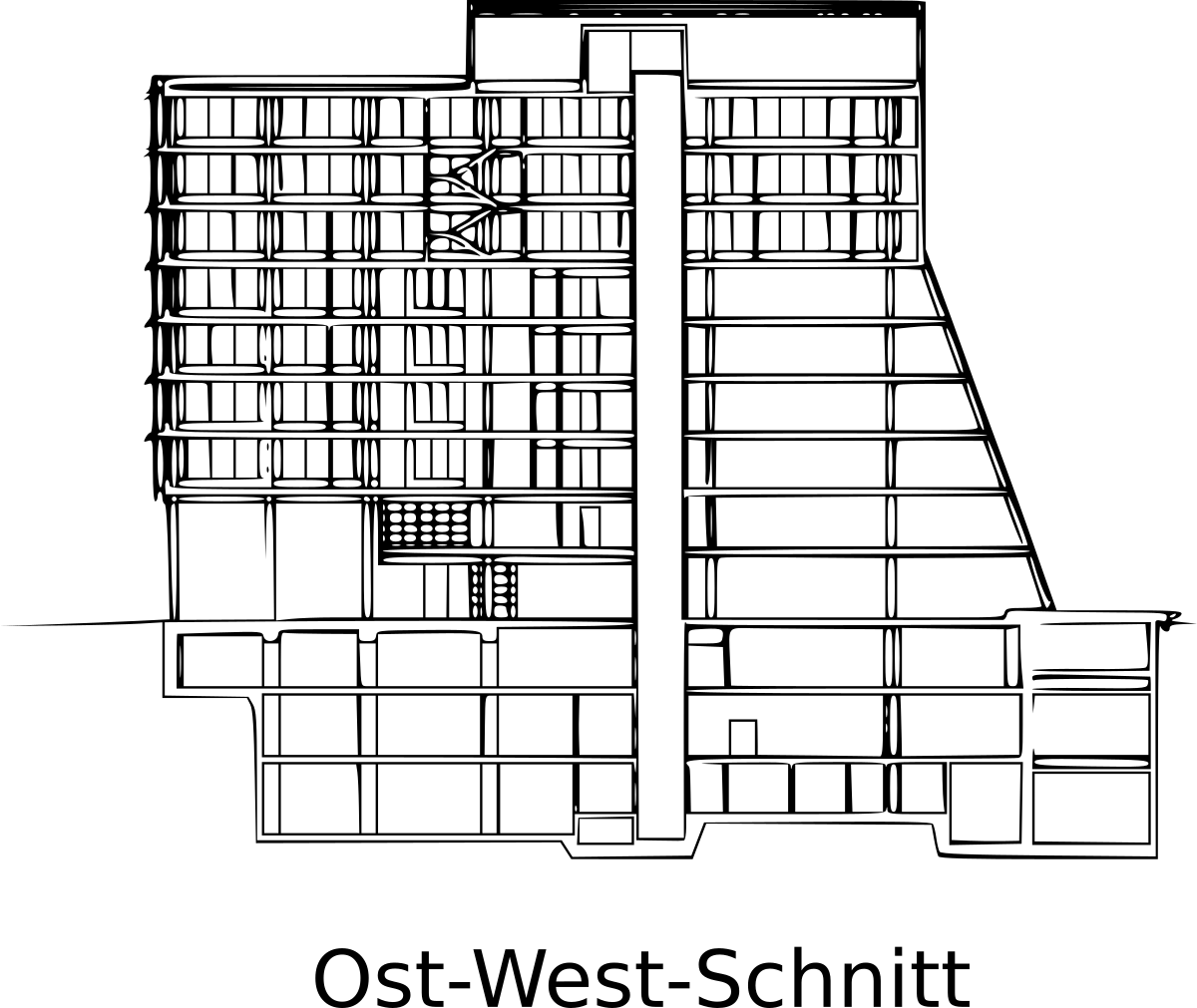
Ost-West-Querschnitt

Von der Gesamtbruttogeschossfläche entfallen 12'370 Quadratmeter auf den oberirdischen und 6'670 Quadratmeter auf den unterirdischen Teil des Gebäudes. Die Nettonutzfläche unterteilt sich in 6'740 Quadratmeter oberirdisch und 1'770 Quadratmeter unterirdisch. Die oberirdische Kubatur beträgt 43'760 Kubikmeter, die unterirdische 26'560 Kubikmeter. Das Pax-Gebäude wurde für etwa 400 Arbeitsplätze konzipiert. Die Raumtiefe der Büros beträgt 4 bis 6 Meter, die Raumhöhen betragen 2,78 Meter und die Korridorbreite 2,00 Meter. Korridore und Büros sind mit 60 × 60 Zentimeter Massivplatten ausgelegt, die mit Teppich bespannt sind. Die Decken der Korridore bestehen aus Metallplatten mit Einbauleuchten. Die Fassaden-Achsmass ist 1,375 Meter, die Stützen-Achsmass 8,25 Meter.
Im Gebäude existiert ein zentrales Leitsystem mit 3000 Datenpunkten, welches alle technischen Anlagen verwaltet. Die Grundlüftung erfolgt über ein zweifaches Luftwechselsystem. In allen Büros gibt es eine adiabatische Sommerluftkühlung. Die Anlage wälzt bis zu 27'000 Kubikmeter Luft um. In den Sonderzonen existiert eine Klimaanlage mit Sommerkühlung. Der sechsfache Luftwechsler arbeitet mit drehzahlregulierten Ventilatoren und schafft 17'000 Kubikmeter je Stunde. Eine weitere Klimaanlage befindet sich im Rechenzentrum. Er arbeitet mit einem zwei- bis fünffach Luftwechsler und Umluftkühler und wälzt je Stunde 3000 Kubikmeter Luft um. Das Haus verfügt über einen Fernwärmeanschluss (550 kW), einen Wärmerückgewinnungskondensator (163 kW) und zwei Pufferspeicher mit einem Gesamtinhalt von 6 Kubikmetern. Zwei Kältemaschinen und drei Kaltwasserspeicher haben eine Leistung von je 151 kW und 8,3 Kubikmeter Gesamtinhalt. Das Gebäude sammelt zudem das Regenwasser, welches in einem 80 Kubikmeter-Tank gesammelt wird. Dieser dient für die Spülung der WC-Anlagen. Das Pax-Gebäude verfügt über zwei Transformatorenstationen mit jeweils 600 kVA Scheinleistung und einer USV-Anlage mit einer speziellen Batterie mit 120 kVA. Im gesamten Haus sind knapp 2000 Steckdosen verbaut.

### Kunst am Bau
Das Pax-Gebäude ist an verschiedenen Stellen künstlerisch ausgestaltet. Dazu konzipierten die zwei Künstlerpaare Teresa Hubbard/Alexander Birchler und Barbara Maria Meyer/Markus Gadient entsprechende Projekte, welche die architektonische, stadtgeschichtliche und geographische Dimension des Ortes veranschaulichen und die heutige Zweckbestimmung des Baus widerspiegeln sollen. Die künstlerische Ausgestaltung ist dabei eher unauffällig und diskret.

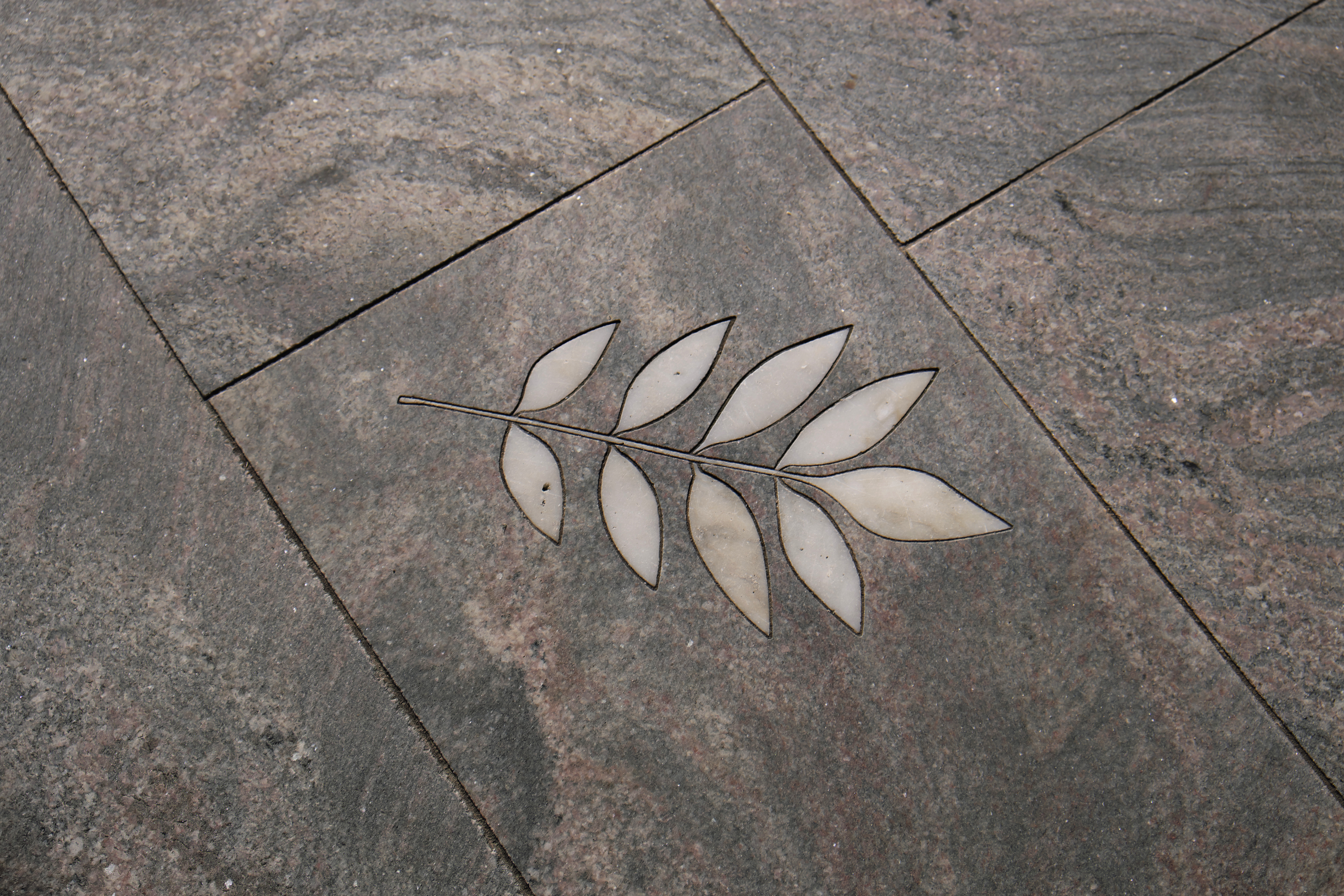
Eingepflastertes Eschenmotiv im Eingangsbereich

Von Meyer/Gradient stammen mehrere im Granitboden eingelassene weisse Eschenblätter und der Begriff «Mittag», da die Esche häufig mit dem Lebensbaum assoziiert wird und einen Zusammenhang mit einer Lebensversicherungsgesellschaft in Anspielung auf die Grundwerte gelesen werden kann. Bei ihren Recherchen über die Namensgebung des Aeschenplatzes stiessen die Künstler auf die Person Eschemars, der als Hüter des Eschemartors gewirkt haben soll. Das Motiv der Esche findet sich nicht nur im Durchgangsbereich vor dem Haupteingang; es wurden auch zwei Bäume an der Malzgasse gepflanzt. Auch in der Eingangshalle finden sich Eschenblätter. Sie sind als kleiner zusammengewehter Haufen vor einer grossen Wand dargestellt. Der Name der Person «Eschemar» steht in Versalien in die Wand gekerbt. Die Inschrift an der Wand verlängert formal ein Bogenfragment auf dem Boden, das auf das Stadttor und die Stadtmauer anspielt.
Unweit des Blätterhaufens ahmten Hubbard/Birchler an der Wand einen Schatten nach, der den Schattenwurf der ehemaligen Mauer wiedergeben soll. Der Schattenstand wurde um die Mittagszeit an einem bestimmten Datum berechnet. Der künstlerische Schatten wird vom tatsächlichen des Neubaus überlagert und auf einem etwa kniehohen weissen zylinderförmigen Podest steht vor der Wand eine kleine Bronzeskulptur, die ein zusammengefaltetes Karotuch mit Salami, Brot, Früchten, Messer und einer Weinflasche zeigt. Das skulpturale Stillleben der Mahlzeit stellt eine Anspielung auf alltägliche und wiederholende, zeitlose Handlungen dar, die auch an den Torwächter Eschemar erinnern können. Aus der Distanz betrachtet wirkt die Reproduktion täuschend echt.

## Rezeption
Der Kunst- und Architekturhistoriker Lutz Windhöfel beschrieb das Pax-Gebäude als markanten Glasturm, welcher der Rotunde  von Mario Botta am Aeschenplatz antworte. Die abgetreppten Fassadenhöhen des gespreizten V-förmigen Baukörpers ergaben sich aus der historischen Nachbarschaft. Die Boulevardseite hingegen kontrastiere mit seinen neuen Geschossen in strenger Form. Zur kleinteiligen Nachbarschaft im Nordwesten, die an die historische Altstadt grenze, verringerte man die Höhe um drei Stockwerke und schuf damit eine Korrespondenz.